# Isolde Charim

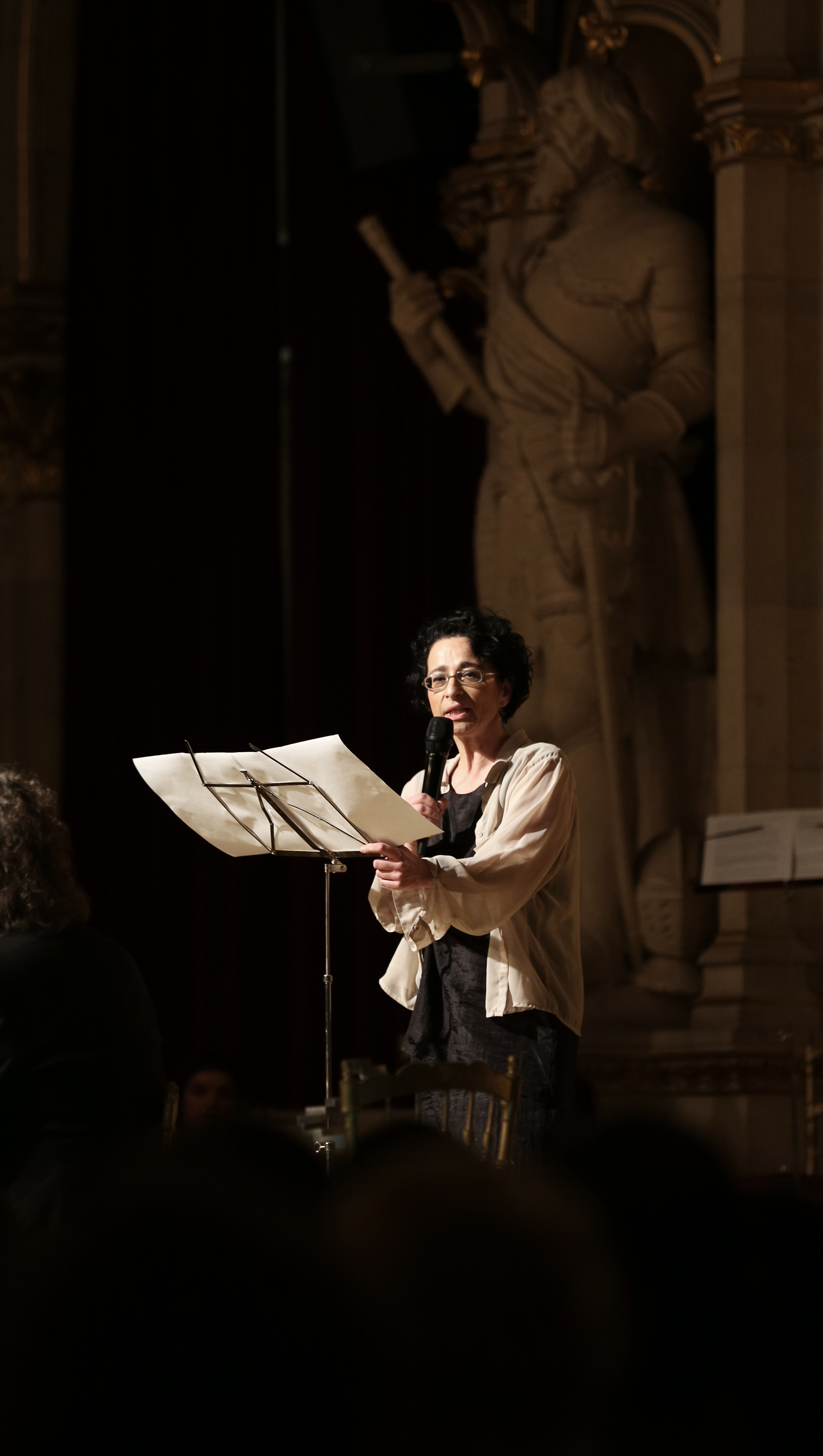
Isolde Charim (2015)

Isolde Charim (* 6. Jänner 1959 in Wien) ist eine österreichische Philosophin und Publizistin.

## Leben
Isolde Charims Familie stammt aus Galizien. Ihre jüdischen Eltern flohen vor den Deutschen nach Palästina, die meisten ihrer Angehörigen wurden Opfer der Schoa. Mitte der 1950er Jahre gingen ihre Eltern nach Wien, wo ihr Vater als Korrespondent der israelischen Zeitung Haaretz arbeitete.
Charim studierte Philosophie in Wien und Berlin und arbeitet als freie Publizistin und ständige Kolumnistin der taz, der Wiener Zeitung und des Falters. Seit 2007 ist sie wissenschaftliche Kuratorin am Bruno Kreisky Forum. Weiters lehrte sie an der Fakultät für Philosophie und Bildungswissenschaft der Universität Wien.
Aus Anlass der Regierungsbildung der ÖVP mit der FPÖ im Jahr 2000 gründete Charim gemeinsam mit ihrem damaligen Lebensgefährten Robert Misik und mit Doron Rabinovici die Plattform Demokratische Offensive. Sie rief im Februar 2000 zu einer Demonstration auf dem Wiener Heldenplatz auf, an der mehr als 100.000 Menschen teilnahmen.
Sie war Jurorin der österreichischen Auszeichnung Paul-Watzlawick-Ehrenring in den Jahren 2019 und 2020.

## Preise und Auszeichnungen
- 2006: Preis der Stadt Wien für Publizistik[8]
- 2018: Philosophischer Buchpreis[9] für Ich und die Anderen. Wie die neue Pluralisierung uns alle verändert
- 2018: proZukunft Top Ten der Zukunftsliteratur 2018, für Ich und die Anderen. Wie die neue Pluralisierung uns alle verändert[10]
- 2022: Österreichischer Staatspreis für Kulturpublizistik[11]
- 2023: Tractatus-Preis  für Die Qualen des Narzissmus[12]

## Werke
- Gewerkschaften, Kammern, Sozialpartnerschaft und Parteien nach der Wende: mit Erfahrungen aus Schweden, Großbritannien, Frankreich und Deutschland. Herausgegeben von Heinz Füreder, ÖGB-Verlag, Wien 2000, ISBN 978-3-7035-0831-8.
- Österreich: Berichte aus Quarantanien. Herausgeberin gemeinsam mit Doron Rabinovici. Suhrkamp, Frankfurt am Main 2000, ISBN 978-3-518-12184-9.
- Der Althusser-Effekt: Entwurf einer Ideologietheorie. Passagen, Wien 2002, ISBN 978-3-85165-475-2 (2. Auflage 2018, ISBN 978-3-7092-0342-2).
- Lebensmodell Diaspora: Über moderne Nomaden. Herausgeberin gemeinsam mit Gertraud Auer Borea. Transcript, Bielefeld 2012, ISBN 978-3-8376-1872-3.
- Ich und die Anderen. Wie die neue Pluralisierung uns alle verändert. Zsolnay. Wien 2018, ISBN 978-3-552-05888-0.
- Die Qualen des Narzissmus. Zsolnay. Wien 2022, ISBN 978-3-552-07309-8.

## Übersetzungen
- Slavoj Žižek: Was Sie immer schon über Lacan wissen wollten und Hitchcock nie zu fragen wagten. Übersetzung aus dem Englischen. Suhrkamp, Frankfurt am Main 2002, ISBN 978-3-518-29180-1.